# Jorge Rial
Jorge Ricardo Rial (Munro, Vicente López, Buenos Aires; 16 de octubre de 1961) es un periodista, presentador de radio y televisión y empresario argentino. Tiene una amplia trayectoria en la televisión argentina, en buena parte por su conducción durante 20 años del programa Intrusos en el espectáculo por América TV.

## Biografía

### Vida personal
Nacido en la localidad de Munro, en el partido de Vicente López, provincia de Buenos Aires. Es hijo de Ramón Rial y Victoria Millán Blanco, quienes eran almacenero y ama de casa respectivamente.
Entre 1990 y 2011 estuvo casado con Silvia D'Auro con quien adoptó dos hijas, Morena y Rocío, nacidas en 1999.
En 2019 se volvió a casar con Romina Pereiro de quien se divorció en 2022.

## Trayectoria
Rial comenzó a trabajar en los medios gráficos a principios de la década de 1980. En 1992, participó de la película "Extermineitors IV, como hermanos gemelos", donde representaba al dueño de un hotel. En la década de 1990, ingresó a la TV como reportero del programa Indiscreciones, conducido por Lucho Avilés, con quien al tiempo empezó tener a asperezas que lo llevaron a abandonar el programa. Ha conducido programas de televisión 'chimenteros' o "del corazón" como El Periscopio (con Andrea Frigerio), Paparazzi, Polémica en el fútbol, y Paf! Su programa Intrusos en el espectáculo, fue transmitido por América TV desde 2001 hasta 2021. En América TV fue el director de Contenidos durante 2002.
Se ha centrado en la televisión y en su revista de espectáculos "Paparazzi". En enero de 2007, comenzó a presentar la versión local de "Gran Hermano", en Telefe. Es el presentador de Intrusos en el espectáculo, el programa diario de chimentos y prensa rosa más exitoso de América TV, donde cuenta con un panel integrado por, Marcela Tauro, Daniel Ambrosino, Pablo Layús, Cora Debarbieri. En la decimoprimera temporada, se incorporó Marcela Baños. En 2012 se incorporaron Nazarena Nóbile y Alejandro Guatti y luego Adrián Pallares. En 2014 se retira del programa Luis Ventura. Durante la temporada de verano 2009-2010, protagonizó la obra teatral Ángel y Demonio, ganadora del Premio Estrella de Mar en su categoría. 
Desde el 1 de marzo de 2010, es el conductor de Ciudad Goti-k, en Radio La Red (AM 910), donde incluye entrevistas a políticos, celebridades y un radioteatro. Participan Luis Ventura, Marcelo Palacio, Claudio Rico, Cora De Barbieri, Daiana Lombardi, antes trabajó Connie Ansaldi. En diciembre de 2010 y 2011, volvió a trabajar como presentador de la versión local de "Gran Hermano", en Telefe. El 13 de agosto de 2011, en Sábado Bus, entrevistó al conductor; según la revista Semanario, para ganar en índice de audiencia a su competencia.
Cuando finalizó la séptima edición de Gran Hermano en el año 2011, había decidido no continuar con la conducción debido a que "ningún productor lo llamó al finalizar el ciclo para agradecerle o saludarlo por la conducción". Trascendió el 23 de septiembre que seguiría como presentador. En la temporada de verano 2013 volvió al teatro con la obra Rialidad en la city eligiendo para ello la ciudad de Mar del Plata, de la mano de Valeria Archimó y Claudio Rico, de viernes a domingo. El 30 de septiembre como empresario, abrió su propia casa de ropa e indumentaria masculina llamada Agustino.
En 2015, Jorge Rial cofundó el portal de noticias digitales BigBangNews junto al empresario Miguel Pires. El sitio combina contenido político y de espectáculos, y ha sido objeto de atención por decisiones empresariales y editoriales.
En 2020 su programa Intrusos festejó tras 20 años ininterrumpidos en la pantalla de América TV. En 2021, Rial deja la conducción de Intrusos.
El 29 de julio de 2021, se anuncia que fue desvinculado de America TV.
En agosto de 2021, hace un programa en Radio 10 con Argenzuela.
De marzo a junio de 2022, fue conductor de Sobredosis de TV en C5N.
Desde julio de 2022, hasta abril de 2025 condujo la versión televisiva de Argenzuela en C5N.

## Televisión
| Año                  | Programa                         | Canal                   | Rol                  |
| -------------------- | -------------------------------- | ----------------------- | -------------------- |
| 1987-1988            | Astros y Estrellas en Televisión | Teledos                 | Panelista y cronista |
| 1990-1992            | Indiscreciones                   | Telefe/Canal 9 Libertad | Panelista y cronista |
| 1993-1994            | El Periscopio                    | América TV              | Presentador          |
| 1995                 | El Paparazzi                     | Telefe                  | Presentador          |
| 1996-1997            | El Paparazzi                     | Canal 9 Libertad        | Presentador          |
| 1997                 | Polémica en el fútbol            | Canal 9 Libertad        | Presentador          |
| 1999-2000            | Paf!                             | América TV              | Presentador          |
| 2001-2003, 2005-2021 | Intrusos                         | América TV              | Presentador          |
| 2002, 2004, 2019     | Intrusos en la Noche             | América TV              | Presentador          |
| 2007, 2010-2012      | Gran Hermano                     | Telefe                  | Presentador          |
| 2014                 | Pulsaciones, el complot          | América TV              | Presentador          |
| 2015-2016            | Gran Hermano                     | América TV              | Presentador          |
| 2017                 | Argentonic                       | A24                     | Presentador          |
| 2021                 | TV Nostra                        | América TV              | Presentador          |
| 2022                 | Sobredosis de TV                 | C5N                     | Presentador          |
| 2022-2025            | Argenzuela                       | C5N                     | Presentador          |

## Radio
Radio Rivadavia
- Movida 630

Radio Libertad AM 950
- Radio Paparazzi

Radio 10
- El Paparazzi
- Fiebre de radio
- Argentina, país generoso
- Argenzuela

Radio La Red
- Fiebre de radio
- Ciudad Goti-K

## Teatro
| Año       | Obra                     |
| --------- | ------------------------ |
| 2009-2010 | Ángel y Demonio          |
| 2012-2013 | Rialidad en la City      |
| 2014-2015 | Los Bañeros se divierten |

## Cine
- 1992: Extermineitors IV, como hermanos gemelos - Gerente del hotel.
- 2011: El destino del Lukong - Cameo

## Libros
| Año  | Título               | Temática                                   |
| ---- | -------------------- | ------------------------------------------ |
| 1995 | Polvo de estrellas   | Espectáculos                               |
| 1998 | Su Biografía         | Biografía no autorizada de Susana Giménez. |
| 2001 | El intruso           | Espectáculos                               |
| 2014 | Yo, el peor de todos | Autobiografía                              |

## Premios
| Año  | Premio                  | Obra               | Categoría     | Resultado | Nota |
| ---- | ----------------------- | ------------------ | ------------- | --------- | ---- |
| 2010 | Premios Estrella de Mar | Ángel y Demonio[9] | Mejor Varieté | Ganador   | [10] |
En 2012, renunció a su nominación al Martín Fierro porque (dijo) le "da hasta vergüenza aceptar una nominación de APTRA", a la que criticó siempre.